# António Monteiro (dyplomata)
António Vítor Martins Monteiro (ur. 22 stycznia 1944) – portugalski dyplomata, ambasador przy ONZ i we Francji, w latach 2004–2005 minister spraw zagranicznych.

## Życiorys
Urodził się w Portugalskiej Afryce Zachodniej. Ukończył studia prawnicze na Uniwersytecie Lizbońskim. W 1968 dołączył do portugalskiej służby dyplomatycznej. Pracował na placówkach w Kinszasie i Rzymie, a także w stałych przedstawicielstwach przy FAO i przy ONZ (w latach 80. jako zastępca stałego przedstawiciela). Pełnił też różne funkcje w strukturze MSZ, m.in. zastępcy szefa protokołu dyplomatycznego, dyrektora biura sekretarza stanu i dyrektora generalnego ds. polityki zagranicznej.
W latach 1997–2001 był stałym przedstawicielem Portugalii przy Organizacji Narodów Zjednoczonych, reprezentował m.in. Portugalię w Radzie Bezpieczeństwa ONZ (1997–1998). W 2001 pełnił funkcję wiceprzewodniczącego ECOSOC. Następnie do 2004 zajmował stanowisko ambasadora we Francji. Od lipca 2004 do marca 2005 sprawował urząd ministra spraw zagranicznych w rządzie Pedra Santany Lopesa. Później do 2006 był specjalnym przedstawicielem sekretarza generalnego ONZ do spraw wyborów w Wybrzeżu Kości Słoniowej. W latach 2006–2009 ponownie pełnił funkcję ambasadora we Francji. W kolejnych latach związany z Banco Comercial Português, m.in. jako członek rady nadzorczej i prezes Fundação Millennium bcp.

## Odznaczenia
- Komandor Orderu Infanta Henryka (Portugalia, 1986)
- Krzyż Wielki Orderu Chrystusa (Portugalia, 1996)[4]
- Komandor Orderu Świętego Olafa (Norwegia, 1981)
- Komandor Orderu Zasługi RFN (Niemcy, 1981)
- Komandor Orderu Zasługi Republiki Włoskiej (Włochy, 1981)
- Oficer Legii Honorowej (Francja, 1981)
- Komandor Orderu Krzyża Południa (Brazylia, 1981)
- Komandor Narodowego Orderu Zasługi (Francja, 1990)
- Wielki Komandor Orderu Feniksa (Grecja, 1990)
- Komandor I klasy Orderu Lwa Finlandii (Finlandia, 1991)
- Komandor Orderu Zasługi Cywilnej (Hiszpania, 1993)
- Krzyż Wielki Orderu Krzyża Południa (Brazylia, 1996)
- Krzyż Wielki Orderu Pro Merito Melitensi (Zakon Maltański, 2001)
- Krzyż Wielki Orderu Zasługi Wielkiego Księstwa Luksemburga (Luksemburg, 2004)
- Krzyż Wielki Orderu Zasługi Republiki Włoskiej (Włochy, 2005)[5]